# Bretagne Classic Ouest-France
La Bretagne Classic Ouest-France, (it.: Classica di Bretagna, fino al 2015 denominata Grand Prix de Ouest-France), è una corsa in linea maschile di ciclismo su strada che si svolge annualmente nel territorio intorno alla città di Plouay, in Francia. Riservata ai professionisti e disputata solitamente nel mese di agosto, dal 2008 la corsa fa parte dell'UCI World Tour.

## Storia

### Gli inizi: 1931-1939
La gara trae le sue origini dalle feste patronali di "Saint-Ouen", organizzate in un fine settimana di quattro giorni. Sotto l'impulso del dottor René Berthy, presidente del comitato del festival tra il 1930 e il 1932 e che divenne successivamente medico del Tour de France, tra il 1952 e il 1954.  
Dalla sua prima edizione che si svolse il 1 settembre 1931, e alla quale presero parte circa 50 di ciclisti, la corsa fu un grande successo popolare che si rafforzò alla fine degli anni '30 con le vittorie di Pierre Cogan, Jean-Marie Goasmat e Pierre Cloarec, allora grandi stelle dello sport della regione. L'edizione del 1939 venne annullata pochi giorni prima a causa dell'inizio della seconda guerra mondiale.

### La crisi e il rilancio:1946-1999
Gli anni del dopoguerra sono più difficili, il numero delle iscrizioni diminuì fortemente; successivamente, la crisi si aggravò ancora a partire dal 1970, e addirittura nel 1975 solamente 17 corridori presero il via, e furono 15 all'arrivo.
Negli anni 1980, vi fu una ripresa, e vi furono vittorie di corridori esperti di corse di un giorno quali Sean Kelly e Gilbert Duclos-Lassalle. 
Durante gli anni '90, aumentò il successo di pubblico, sul percorso vi furono fino a 300.000 spettatori. Nel 1992, seguendo le raccomandazioni della televisione francese, la manifestazione abbandonò il tradizionale martedì per la domenica. Nello stesso anno, la gara fu inserita nel calendario della prima edizione della Coppa di Francia, e vi rimase fino al 1999.

### L'affermazione definitiva: 2010-presente
Nel 2010, una delle edizioni più seguite in termini assoluti, vi fu il successo del noto pistard Matthew Goss, che trionferà successivamente in diverse gare di un giorno, mentre nel 2011 la corsa viene inserita nel neonato circuito UCI World Tour, ovvero il massimo livello di competizione ciclistica. Negli anni seguenti la competizione vedrà vincitori corridori quali Edvald Boasson Hagen, Filippo Pozzato, Alexander Kristoff e Wout Van Aert.
Nel  2020, in difficoltà a seguito di numerosi rinvii e cancellazioni di eventi a causa della pandemia da Covid-19, la classica si svolge il martedì prima della partenza del Tour de France 2020. È in programma nella stessa settimana dei Campionati Europei di ciclismo su strada, anch'essi organizzati a Plouay.

## Albo d'oro
Aggiornato all'edizione 2024.
| Anno                          | Vincitore                                           | Secondo                                             | Terzo                                               |
| Grand Prix de Ouest-France    | Grand Prix de Ouest-France                          | Grand Prix de Ouest-France                          | Grand Prix de Ouest-France                          |
| ----------------------------- | --------------------------------------------------- | --------------------------------------------------- | --------------------------------------------------- |
| 1931                          | François Favé                                       | Pierre Le Doaré                                     | André Godinat                                       |
| 1932                          | Philippe Bono                                       | Paul Le Drogo                                       | Ferdinand Le Drogo                                  |
| 1933                          | Philippe Bono                                       | Raymond Louviot                                     | Julien Grujon                                       |
| 1934                          | Lucien Tulot                                        | Jean Keriel                                         | René Durin                                          |
| 1935                          | Jean Le Dilly                                       | Emile Le Gallo                                      | Raymond Drouet                                      |
| 1936                          | Pierre Cogan                                        | François Lucas                                      | Jean Le Dilly                                       |
| 1937                          | Jean-Marie Goasmat                                  | Robert Oubron                                       | Amédée Fournier                                     |
| 1938                          | Pierre Cloarec                                      | Robert Tanneveau                                    | Jean-Marie Goasmat                                  |
| 1939-44                       | non disputato a causa della seconda guerra mondiale | non disputato a causa della seconda guerra mondiale | non disputato a causa della seconda guerra mondiale |
| 1945                          | Éloi Tassin                                         | Christophe Taeron                                   | Georges Gouyette                                    |
| 1946                          | Ange Le Strat                                       | Roger Chupin                                        | Pierre Cogan                                        |
| 1947                          | Raymond Louviot                                     | Albert Bourlon                                      | Roger Chupin                                        |
| 1948                          | Éloi Tassin                                         | Francis Chretien                                    | Raymond Louviot                                     |
| 1949                          | Amand Audaire                                       | Guy Butteux                                         | René Haugustaine                                    |
| 1950                          | Amand Audaire                                       | André Ruffet                                        | Germain Mercier                                     |
| 1951                          | Émile Guérinel                                      | Guy Butteux                                         | Jean Erussard                                       |
| 1952                          | Émile Guérinel                                      | François Mahé                                       | Jean Bobet                                          |
| 1953                          | Serge Blusson                                       | Louis Gillet                                        | Raymond Scardin                                     |
| 1954                          | Ugo Anzile                                          | Jean Le Guilly                                      | Jean Cadras                                         |
| 1955                          | Jean-Jacques Petitjean                              | Jacques Dupont                                      | Joseph Le Cadet                                     |
| 1956                          | Valentin Huot                                       | René Fournier                                       | Joseph Morvan                                       |
| 1957                          | Isaac Vitré                                         | Joseph Morvan                                       | Joseph Groussard                                    |
| 1958                          | Jean Gainche                                        | André Ruffet                                        | Fernand Picot e Joseph Thomin                       |
| 1959                          | Emmanuel Crenn                                      | Jean Gainche                                        | Félix Le Buhotel                                    |
| 1960                          | Hubert Ferrer                                       | André Foucher                                       | Joseph Velly                                        |
| 1961                          | Fernand Picot                                       | Émile Le Bigaut                                     | Max Bléneau                                         |
| 1962                          | Jean Gainche                                        | Georges Groussard                                   | Joseph Morvan                                       |
| 1963                          | Fernand Picot                                       | Pierre Le Mellec                                    | Fernand Delort                                      |
| 1964                          | Jean Bourlès                                        | Hubert Ferrer                                       | Jean Gainche                                        |
| 1965                          | François Goasduff                                   | Hubert Niel                                         | Jean-Louis Jagueneau                                |
| 1966                          | Claude Mazeaud                                      | Jean Bourlès                                        | Pierre Le Mellec                                    |
| 1967                          | François Hamon                                      | Georges Chappe                                      | Maurice Morin                                       |
| 1968                          | Jean Jourden                                        | Jean-Claude Lebaube                                 | André Zimmermann                                    |
| 1969                          | Jean Jourden                                        | François Goasduff                                   | Léon-Paul Ménard                                    |
| 1970                          | Gianni Marcarini                                    | Robert Bouloux                                      | Roland Berland                                      |
| 1971                          | Jean-Pierre Danguillaume                            | Jacques Gestraud                                    | Raymond Delisle                                     |
| 1972                          | Robert Bouloux                                      | Gérard Besnard                                      | Enzo Mattioda                                       |
| 1973                          | Jean-Claude Largeau                                 | Gilbert Bellone                                     | Guy Sibille                                         |
| 1974                          | Raymond Martin                                      | Jacques Botherel                                    | Claude Aigueparses                                  |
| 1975                          | Cyrille Guimard                                     | Jean-Louis Danguillaume                             | Guy Santy                                           |
| 1976                          | Jacques Bossis                                      | Patrick Perret                                      | Pierre-Raymond Villemiane                           |
| 1977                          | Jacques Bossis                                      | Roger Legeay                                        | Christian Seznec                                    |
| 1978                          | Pierre-Raymond Villemiane                           | Joop Zoetemelk                                      | Marcel Tinazzi                                      |
| 1979                          | Frits Pirard                                        | Jean Chassang                                       | Yvon Bertin                                         |
| 1980                          | Patrick Friou                                       | Jacques Bossis                                      | Bernard Becaas                                      |
| 1981                          | Gilbert Duclos-Lassalle                             | Dominique Arnaud                                    | Raymond Martin                                      |
| 1982                          | Francis Castaing                                    | Régis Clère                                         | Didier Vanoverschelde                               |
| 1983                          | Pierre Bazzo                                        | Marc Madiot                                         | Stephen Roche                                       |
| 1984                          | Sean Kelly                                          | Frédéric Vichot                                     | Éric Caritoux                                       |
| 1985                          | Éric Guyot                                          | Rudy Matthijs                                       | Marc Madiot                                         |
| 1986                          | Martial Gayant                                      | Sean Kelly                                          | Søren Lilholt                                       |
| 1987                          | Gilbert Duclos-Lassalle                             | Jean-Claude Bagot                                   | Frédéric Brun                                       |
| 1988                          | Luc Leblanc                                         | Charly Mottet                                       | Patrice Esnault                                     |
| 1989                          | Jean-Claude Colotti                                 | Bruno Cornillet                                     | Gilles Delion                                       |
| 1990                          | Bruno Cornillet                                     | Martial Gayant                                      | Thomas Wegmüller                                    |
| 1991                          | Armand de Las Cuevas                                | Andreas Kappes                                      | Miguel Arroyo                                       |
| 1992                          | Ronan Pensec                                        | Serge Baguet                                        | Thierry Claveyrolat                                 |
| 1993                          | Thierry Claveyrolat                                 | Jean-François Bernard                               | Thierry Laurent                                     |
| 1994                          | Andrei Tchmil                                       | Richard Virenque                                    | Jens Heppner                                        |
| 1995                          | Rolf Järmann                                        | Laurent Madouas                                     | Christian Henn                                      |
| 1996                          | Frank Vandenbroucke                                 | Laurent Brochard                                    | Andrei Tchmil                                       |
| 1997                          | Andrea Ferrigato                                    | Sergio Barbero                                      | Chris Horner                                        |
| 1998                          | Pascal Hervé                                        | Ludo Dierckxsens                                    | Stéphane Heulot                                     |
| 1999                          | Christophe Mengin                                   | Markus Zberg                                        | Sergej Ivanov                                       |
| 2000                          | Michele Bartoli                                     | Nico Mattan                                         | Walter Bénéteau                                     |
| 2001                          | Nico Mattan                                         | Patrice Halgand                                     | Patrick Jonker                                      |
| 2002                          | Jeremy Hunt                                         | Stuart O'Grady                                      | Baden Cooke                                         |
| 2003                          | Andy Flickinger                                     | Anthony Geslin                                      | Nicolas Jalabert                                    |
| 2004                          | Didier Rous                                         | Serge Baguet                                        | Guido Trentin                                       |
| 2005                          | George Hincapie                                     | Aljaksandr Usaŭ                                     | Davide Rebellin                                     |
| 2006                          | Vincenzo Nibali                                     | Juan Antonio Flecha                                 | Manuele Mori                                        |
| 2007                          | Thomas Voeckler                                     | Thor Hushovd                                        | Danilo Di Luca                                      |
| 2008                          | Pierrick Fédrigo                                    | Alessandro Ballan                                   | David López García                                  |
| 2009                          | Simon Gerrans                                       | Pierrick Fédrigo                                    | Paul Martens                                        |
| 2010                          | Matthew Goss                                        | Tyler Farrar                                        | Yoann Offredo                                       |
| 2011                          | Grega Bole                                          | Simon Gerrans                                       | Thomas Voeckler                                     |
| 2012                          | Edvald Boasson Hagen                                | Rui Costa                                           | Heinrich Haussler                                   |
| 2013                          | Filippo Pozzato                                     | Giacomo Nizzolo                                     | Samuel Dumoulin                                     |
| 2014                          | Sylvain Chavanel                                    | Andrea Fedi                                         | Arthur Vichot                                       |
| 2015                          | Alexander Kristoff                                  | Simone Ponzi                                        | Ramūnas Navardauskas                                |
| Bretagne Classic Ouest-France |                                                     |                                                     |                                                     |
| 2016                          | Oliver Naesen                                       | Alberto Bettiol                                     | Alexander Kristoff                                  |
| 2017                          | Elia Viviani                                        | Alexander Kristoff                                  | Sonny Colbrelli                                     |
| 2018                          | Oliver Naesen                                       | Michael Valgren                                     | Tim Wellens                                         |
| 2019                          | Sep Vanmarcke                                       | Tiesj Benoot                                        | Jack Haig                                           |
| 2020                          | Michael Matthews                                    | Luka Mezgec                                         | Florian Sénéchal                                    |
| 2021                          | Benoît Cosnefroy                                    | Julian Alaphilippe                                  | Mikkel Honoré                                       |
| 2022                          | Wout Van Aert                                       | Axel Laurance                                       | Alexander Kamp                                      |
| 2023                          | Valentin Madouas                                    | Mathieu Burgaudeau                                  | Felix Großschartner                                 |
| 2024                          | Marc Hirschi                                        | Paul Magnier                                        | Magnus Cort Nielsen                                 |

## Statistiche

### Vittorie per nazione
Aggiornato al 2024.
| Pos. | Nazione       | Vittorie |
| ---- | ------------- | -------- |
| 1    | Francia       | 63       |
| 2    | Italia        | 6        |
| 2    | Belgio        | 6        |
| 4    | Australia     | 3        |
| 5    | Norvegia      | 2        |
| 5    | Svizzera      | 2        |
| 7    | Gran Bretagna | 1        |
| 7    | Irlanda       | 1        |
| 7    | Paesi Bassi   | 1        |
| 7    | Slovenia      | 1        |
| 7    | Stati Uniti   | 1        |
| 7    | Ucraina       | 1        |